# David H. D. Warren
David H. D. Warren ist ein britischer Informatiker.
Er promovierte 1977 zum Ph.D. Artificial Intelligence an der University of Edinburgh.
In den 1970er und 1980er Jahren arbeitete er über Logic programming, und im Besonderen die Programmiersprache Prolog, für die er den ersten Compiler schrieb. Das dafür entwickelte Modell eines idealen Prozessors ist nach ihm Warren’s Abstract Machine genannt.
Warren war dann in den 1980er Jahren am Artificial Intelligence Center (SRI International, San Francisco) beschäftigt.
Mit William Kornfeld, Lawrence Byrd, Fernando Perreira und Cuthbert Hurd gründete er 1983 die Firma Quintus Computer Systems, um seinen Prologcompiler zu vermarkten, die Firma wurde 1989 an die Intergraph Corporation verkauft.